# No More the Moon Shines on Lorena
No More the Moon Shines on Lorena ist ein amerikanischer Folk-Song, 1889 komponiert und veröffentlicht von Louis Staab unter dem Titel Lorena. Er ist nicht zu verwechseln mit dem 1856 von Henry D. L. Webster komponierten Song Lorena, einem der beliebtesten Schlager der Zeit des amerikanischen Bürgerkriegs.

## Text
Der Text ist aus der Sicht eines Sklaven auf einer Plantage in den Südstaaten geschrieben, der seine romantische Liebschaft mit einer Sklavin namens Lorena besingt; eines Tages ist Lorena plötzlich verschwunden – sie wurde nach Virginia (old Virginny) verkauft. Nach Jahren liest ihm sein Herr (Massey) einen  Brief vor, aus dem hervorgeht, dass Lorena gestorben ist. In der letzten Strophe äußert er die Zuversicht, dass Lorena nun im Himmel sei und nicht mehr die „Kette des Schwarzen“ (darkie's chain) tragen müsse:
Wie bei vielen volkstümlichen Liedern unterscheidet sich Textgestalt von Version zu Version, so  nahmen die Smyth County Ramblers den Song 1928 als Way down in Alabama auf. In der bekanntesten Aufnahme, der der Carter Family aus dem Jahre 1930, stellt sich der Text wie folgt dar:
Way down upon the old plantation
Old Massey used to own me as a slave
He had a yeller gal he called Lorena
And we courted where the wild bananas waved
For long years there we courted
And we were as happy as one
And my hard work for did Massey
And the happiness of life had just begun
Refrain:
No more the moon shines on Lorena
As we'd sit and watch the coon among the corn
And the possum playing on the wild bananas
And the old owl a-hootin' like a horn
One day I called to see my dear Lorena
I thought she would meet me at the gate
But they took her away to old Virginny
And left me to mourn for her fate
For years I have longed to see her
And the thoughts of her was ever in my head
One day Massey read me a letter
Telling me that Lorena she was dead
Refrain
But I know that her soul has gone to heaven
And there she is ever free from pain
And to her a brighter crown is given
And no more she will wear the darkie's chain
Refrain

Der Song entstammt jedoch mitnichten der afroamerikanischen Musik, sondern vielmehr der Tradition der Blackface-Komödie, in denen Weiße mit rußgeschwärzten Gesichtern in rassistischer Manier unter dem Einsatz ein stereotypisches Bild von Afro-Amerikanern zeichneten (oft subsumiert unter dem Begriff Jim Crow). Auch No More the Moon Shines on Lorena greift viele der darin perpetuierten Klischees auf, insbesondere in seiner überzeichneten Darstellung des afroamerikanischen Englisch und dem Einsatz abgegriffener Phrasen wie old Massey und darkie's chain. In seiner Darstellung des Leids der Sklaven wird jedoch deutlich, dass der Song in seiner Intention nicht abschätzig gegenüber den Sklaven ist, sondern vielmehr in einer humanitären Tradition steht, verwandt den Blackface-Kompositionen Stephen Foster, die auch im Dienste des Abolitionismus standen.

## Aufnahmen (Auswahl)
- 1928 – Smyth County Ramblers (als Way down in Alabama), Matrix BVE-47230
- 1930 – The Carter Family, B-Seite von Where Shall I Be, Victor 23523
- 1937 – The Blue Sky Boys (als On the Old Plantation)
- 1979 – Alex Chilton, auf dem Album Like Flies on Sherbert
- 1982 – Alex Chilton, auf dem Livealbum Live in London
- 1985 – The Replacements, auf dem Livealbum The Shit Hits the Fans
- 2002 – Kev Russell’s Junker, auf dem Album Buttermilk & Rifles
- 2007 – Everett Lilly & Everybody and Their Brother